# Pirata suwaneus
Pirata suwaneus este o specie de păianjeni din genul Pirata, familia Lycosidae, descrisă de Gertsch, 1940. Conform Catalogue of Life specia Pirata suwaneus nu are subspecii cunoscute.